# Skästra
Skästra is een plaats in de gemeente Ljusdal in het landschap Hälsingland en de provincie Gävleborgs län in Zweden. De plaats heeft 96 inwoners (2005) en een oppervlakte van 31 hectare.